# Alte Kirche Kellen

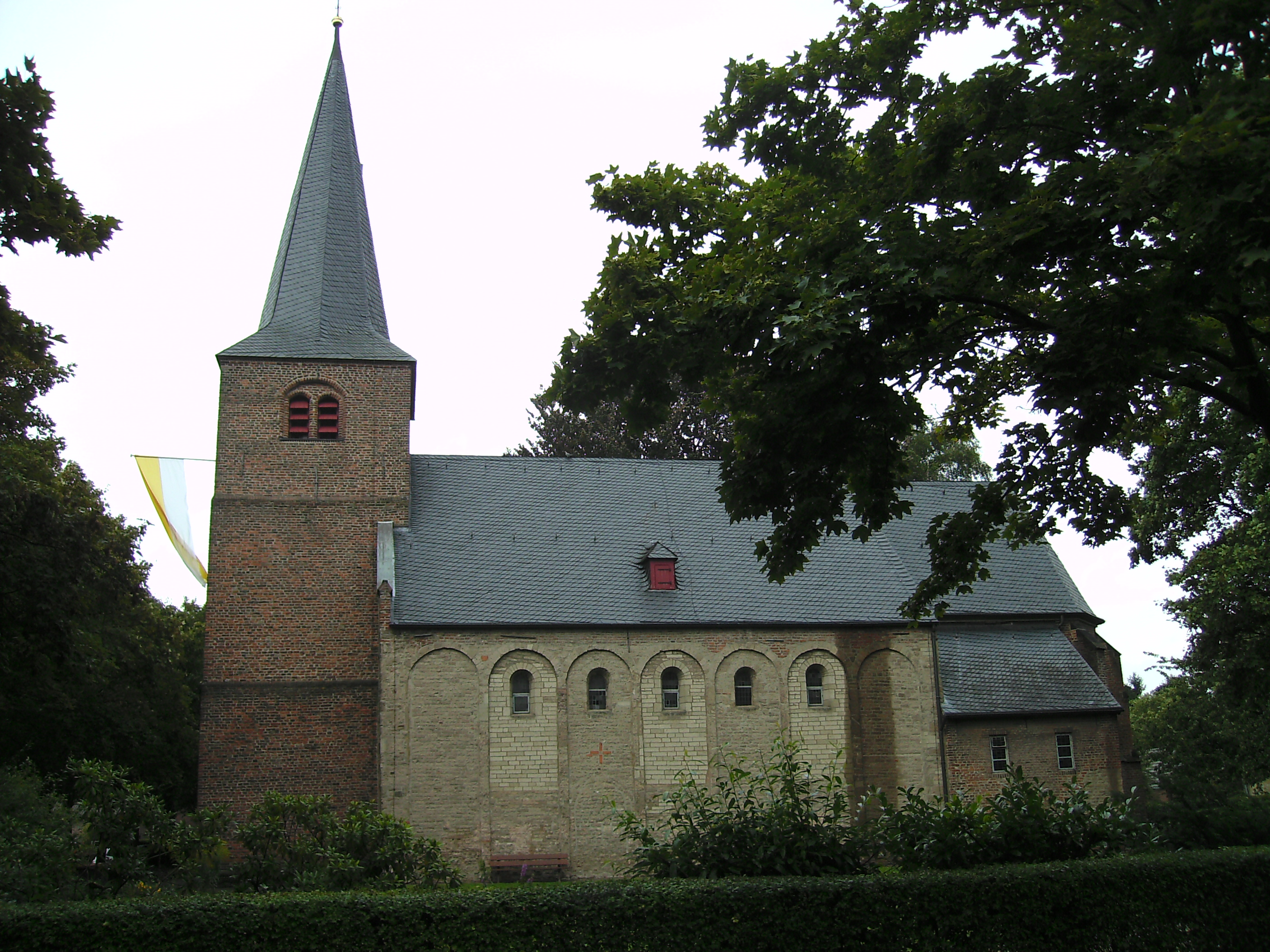
Die Alte Kirche in Kellen von Süden aus

Die Alte Kirche Kellen liegt an der Kreuzhofstraße in der ehemals selbstständigen Gemeinde Kellen, die heute ein Stadtteil der Kreisstadt Kleve in Nordrhein-Westfalen ist. Die Alte Kirche steht auf einer geestartigen Erhöhung (ca. 15 Meter über NN), an einer Stelle, wo sich bis zum Beginn des 20. Jahrhunderts der ehemalige Ortskern befand. Die erhöhte Lage bot einen gewissen Schutz vor den regelmäßigen Überschwemmungen der Rheinaue. Die Kirche steht unter dem Patronat des Heiligen Willibrord.

## Geschichte

### Die Schenkungsurkunde aus dem Jahre 752
Aus einer Urkunde der Jahre 752 geht hervor, dass der fränkische Adelige Adalard u. a. seinen Hof cellina (Kellen) und den dazugehörigen Wald der Peterskirche zu Rindern vermachte. Dieser Haupthof Kellen (heute: am Ort einer Reithalle an der Wilhelmstraße) bildete mit einer Ausdehnung von ca. 9 Hektar die „Keimzelle“ der Siedlung Kellen. Von der Existenz eines Gotteshauses im 8. Jahrhundert wird nichts berichtet.

### Der Memorienstein des Laien Grimoldus

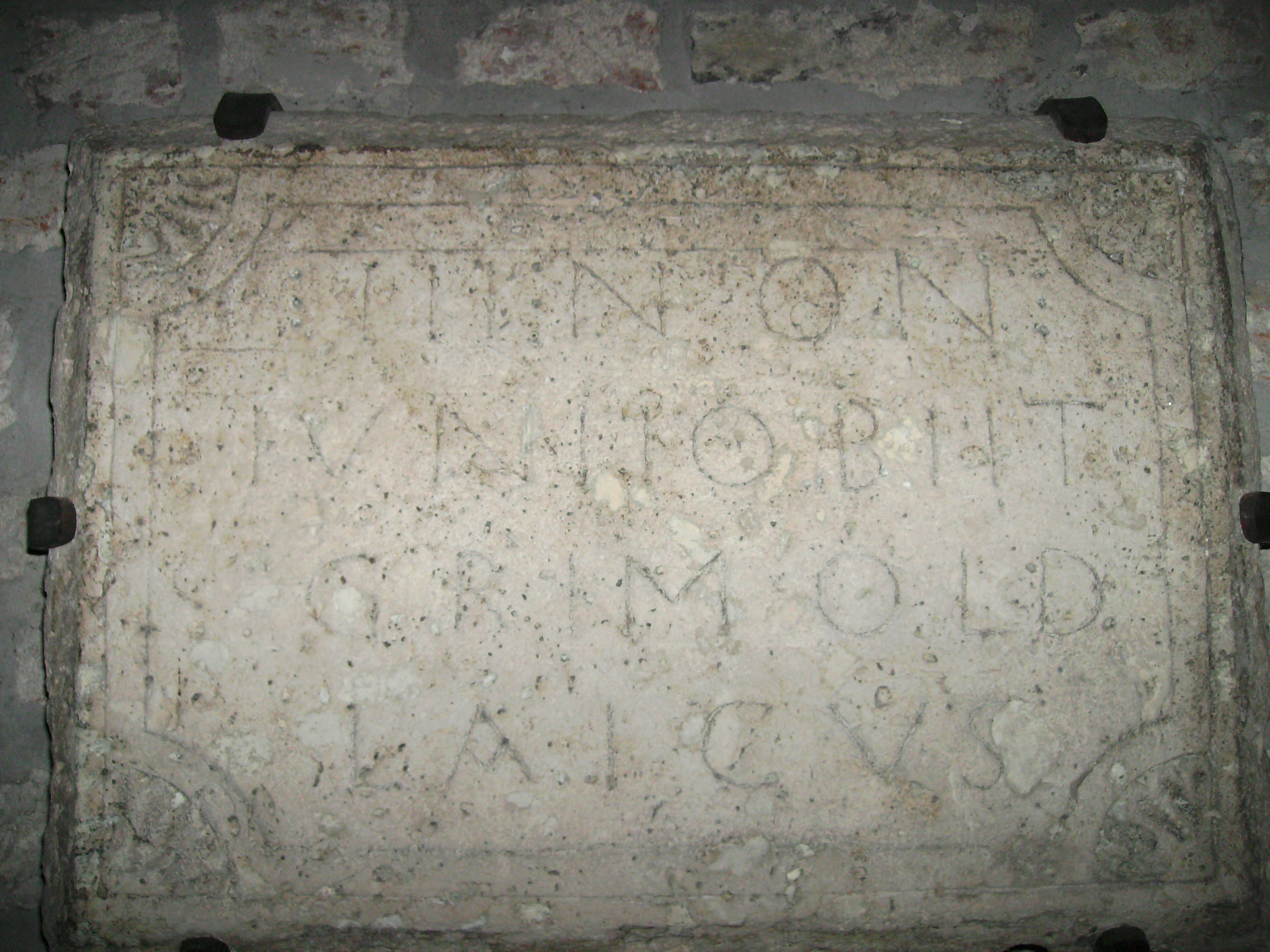
Memorienstein des Laien Grimoldus im Eingangsbereich der Alten Kirche

Ein Indiz für die Existenz eines Gotteshauses an der Stelle der heutigen Alte Kirche ist ein Memorienstein, der sich im Turm der Alten Kirche befindet. Der Stein trägt die lateinische Inschrift: „III:NON:IVNII OBIIT GRIMOLD LAICUS“ (Am 3. Juni starb der Laie Grimoldus). Memoriensteine waren ursprünglich nicht in die Kirchenwände eingelassen, sondern lagen auf den Gräbern der Verstorbenen, waren also Grabsteine. Bei den in den nachfolgenden Jahrhunderten immer wieder notwendig gewordenen Aufbau- und Reparaturarbeiten an der Alten Kirche, dienten die Memoriensteine als Baumaterial. Aus Ehrfurcht vor dem Alter des Steins oder der Bedeutung des Verstorbenen, brachte man den Memoriensteine so an, dass die Inschrift leserlich blieb. Dem Kellener Memorienstein ist neben dem Todestag (3. Juni) auch zu entnehmen, dass der Verstorbene dem Laienstand angehörte, Grimoldus also keine kirchlichen Weihen erhalten hatte. Da ausschließlich dieser Memorienstein erhalten geblieben ist und man zu damaliger Zeit die Gedenksteine ausschließlich für Angehörige der besitzenden Bevölkerungsschicht anfertigte, darf man wohl davon ausgehen, dass es sich bei Grimoldus um eine bedeutende Persönlichkeit handelte. Es liegt die Vermutung nahe, dass Grimoldus der Vogt auf dem Kellenshof war, der – im Auftrage des Klosters Echternach – die klösterlichen Besitzungen rund um die Alte Kirche verwaltete. Das Alter des Memoriensteins wird vom Bauhistoriker Günther Binding, nach Vergleichen mit ähnlichen Steinen, auf die zweite Hälfte des 10. Jahrhunderts datiert. Somit könnte der Memorienstein des Grimoldus als Indiz für das Bestehen einer Kirche in Kellen nach dem Jahr 950 gelten, ausgehend von der Annahme, dass die Verstorbenen zu dieser Zeit um oder – wie später auch in Kellen geschehen – in dem Gotteshaus bestattet wurden.

### 6. Mai 1069 – Erste urkundliche Erwähnung
In einer Urkunde vom 6. Mai 1069 bestätigt Papst Alexander II. die Besitzungen der Abtei Echternach zu Rindern. Zur Rinderner Kirche gehörten damals auch die in der Urkunde aufgezählten abhängigen Kirchengemeinden (appentitiis) in Kennele (Kellen) und Millinga (Millingen / NL). Papst Alexander II. liefert mit dieser Urkunde den ersten gesicherten Nachweis über die Existenz eines Gotteshauses in der Gemeinde Kellen.

### Das erste Gotteshaus an dieser Stelle
Über das erste Gotteshaus in Kellen gibt es unterschiedliche Theorien:
So vermutet der Klever Historiker Robert Scholten, an der Stelle der heutigen Alten Kirche habe zu Beginn ein Baptisterium (Taufkapelle) gestanden, das dem heiligen Johannes dem Täufer gewidmet gewesen sei. Allerdings gibt es für diese Vermutung keine Beweise. Eine weitere Theorie führt die Gründung der Alten Kirche in Kellen auf den Heiligen Willibrord zurück. Dieser hatte im Jahre 691 von Papst Sergius den Auftrag zur Missionierung erhalten und seinen Sitz als Bischof in Utrecht genommen. Da sich die Missionstätigkeit des Heiligen nicht nur auf die friesischen Lande beschränkte, gibt die Willibrord-Arche in Emmerich ein Indiz für einen möglichen Besuch Willibrords in der Stadt, und die Alte Kirche von jeher als Kirchenpatron den Heiligen führte, lag es nahe, die Gründung der ersten Kirche der Gemeinde auf ihn zurückzuführen. Aber auch für diese Theorie fehlen Belege.
Aus der Datierung des sich heute in der Kirche befindlichen Memoriensteines lässt sich ein Gotteshaus für die zweite Hälfte des 10. Jahrhunderts vermuten. Bauuntersuchungen zeigen, dass man sich das älteste Gotteshaus wohl als eine kleine Kapelle mit einer Größe von 5 × 5 Metern vorstellen muss. Diese kleine Kapelle diente den Bewohnern des Haupthofes Kellen und der dazugehörigen Nebenhöfe als Gottesdienstraum.
Für die Bedürfnisses der ländlichen Bevölkerung Kellens reichte die kleine Kapelle aus. Um das Jahr 1000 jedoch entwickelte sich in unmittelbarer Nähe zur Kapelle die Siedlung Schmithausen zu einem Handelsplatz. In einer Urkunde aus dem 1142 bestätigt der Kölner Erzbischof Arnold I., dass bereits zur Zeit seiner Vorgänger das Gewohnheitsrecht bestanden habe, dass die Markthändler (mercatores) von Rees zu Wesel, Xanten, Emmerich, Elten, Doetinchen und Schmithausen (smithusen), wenn sie dort zum Markte kämen, vom Marktzoll befreit gewesen seien. Die Urkunde belegt, dass es im Jahre 1142 in Schmithausen eine geschlossene Ansiedlung, eine organisierte Händlerschaft und einen von Händlern regelmäßig beschickten Markt gab.

### Das Neusser Zollprivileg aus dem 12. Jahrhundert

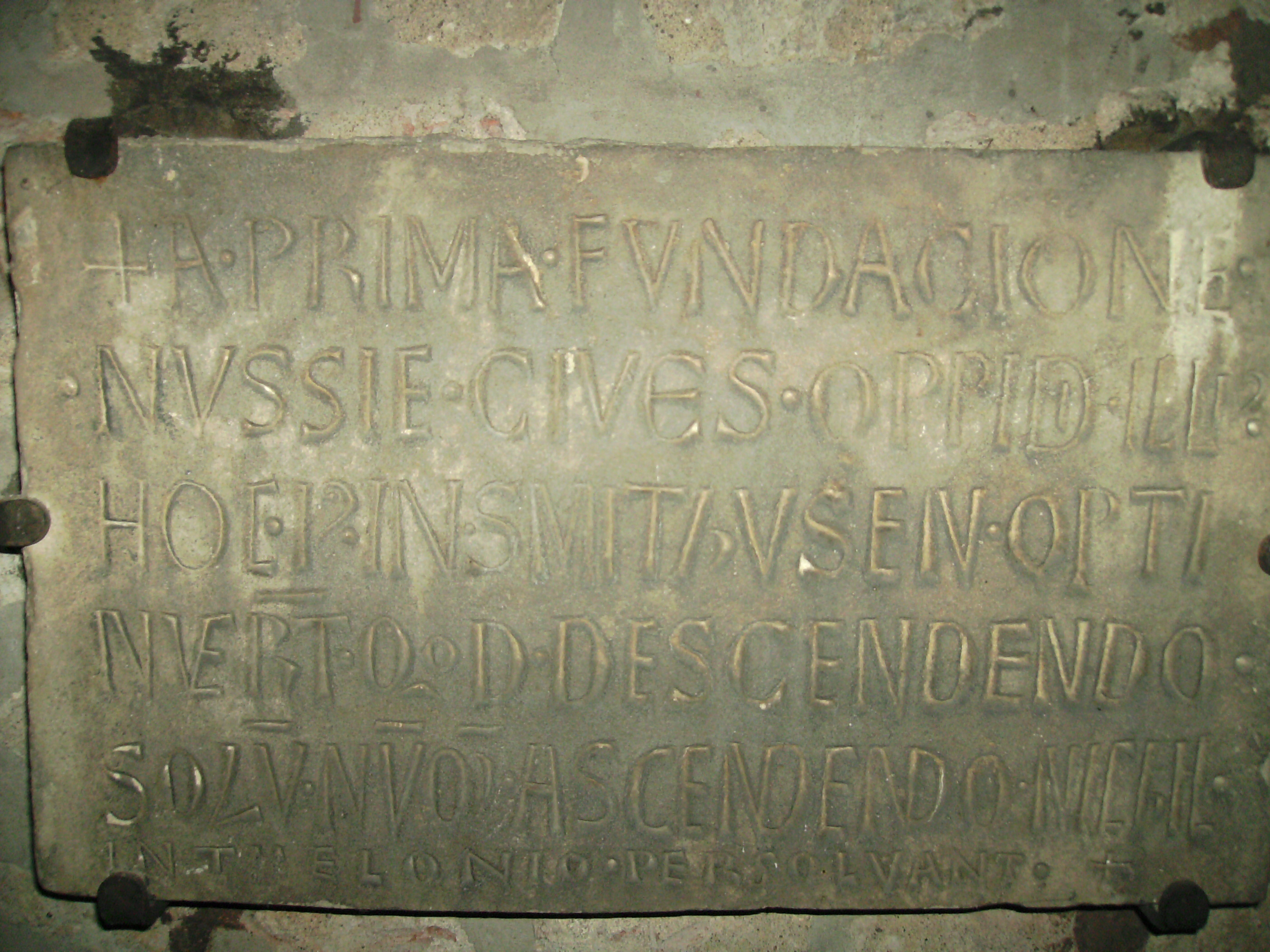
Steintafel Neusser Zollprivileg im Eingangsbereich der Alten Kirche

In der Alten Kirche befindet sich auch das sogenannte Neusser Zollprivileg, das den Bürgern der Stadt Neuss zusicherte, dass sie bei der Talfahrt nur einen Pfennig und bei der Bergfahrt keinen Zoll in Schmithausen zu zahlen hatten. Aufgrund der Tatsache, dass bei Schmithausen, am damaligen Hauptstrom des Rheines gelegen, ein Zoll zu entrichten war, entstand an dieser Stelle ein florierender Marktplatz. Dies hatte auch Auswirkungen auf die kleine Kapelle in unmittelbarer Nähe. Der Platz im Gotteshaus reichte für die wachsende Zahl der Kommunikanten nicht mehr aus. Die Kapelle wurde daher – vermutlich in den Jahren zwischen 1050 und 1125 – um den heutigen Saal der Alten Kirche erweitert. Nun konnte die Alte Kirche der wachsenden Zahl der Gläubigen den notwendigen Platz bieten. Um das Jahr 1200 wurde an der Südseite des Chores eine Sakristei angebaut. Das Ende der wirtschaftlichen Bedeutung des Marktplatzes Schmithausen kam mit der Verlagerung des Rheinbettes. Die Zollstätte wurde nach Emmerich verlegt. Der ehemals florierende Handelsplatz Schmithausen versank in der Bedeutungslosigkeit.

### Die Alte Kirche um 1400

#### Bau eines Kirchturms an der Westseite

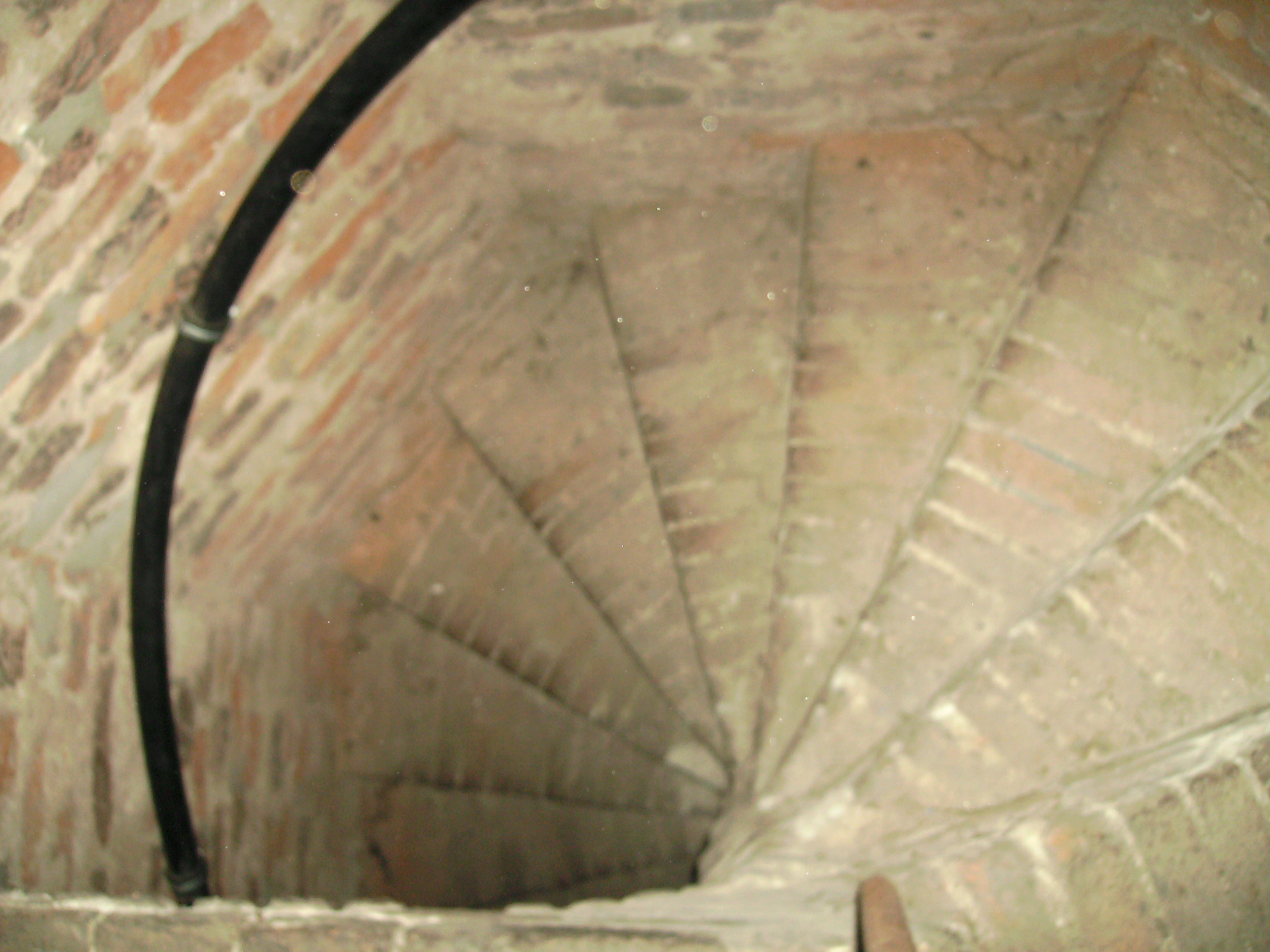
Das Treppentürmchen auf der Nordseite des Kirchturms

Um das Jahr 1400 veränderte sich das Aussehen der Alten Kirche. Im Verlaufe des Mittelalters kam es sowohl in den Städten als auch an den Kirchen auf dem Lande in Mode, Türme zu errichten. Dabei kamen diesen Türmen unterschiedliche Funktionen zu. Es gab Flucht- oder Wehrtürme, in denen sich die Menschen bei Bedrohung zurückziehen konnten. Der Turm einer Kirche bot aber auch einen festen Orientierungspunkt innerhalb der umliegenden Landschaft und die erhöhte Position des Turmes gab eine ideale Möglichkeit frühzeitig zu erkennen, wenn sich eine Gefahr näherte oder es beispielsweise einen Brand in der Umgebung gab. Darüber hinaus fanden in den Kirchtürmen die Glocken ihren Platz und boten der Bevölkerung die Möglichkeit, hier die Uhrzeit ablesen. Um das Jahr 1400 erhielt auch die Alte Kirche an der Westseite einen solchen Turm, der gegen Ende des 16. Jahrhunderts wegen Baufälligkeit einstürzte, sodass man nichts über das ursprüngliche Aussehen sagen kann. Ein kleiner Teil ist jedoch bis heute erhalten geblieben. Denn als man um 1600 an der Alten Kirche einen neuen Turm errichtete, blieb als einziger älterer Teil das heutige Treppentürmchen erhalten.

#### Bau eines gotischen Chores
Eine weitere große Veränderung für das alte Gotteshaus brachte der Bau des neuen gotischen Chores mit sich. An der Südseite der Kirche wurden die beiden alten Fenster zugemauert und der Chor in seiner heutigen Form mit einem Kreuzrippengewölbe gebaut. Das ehemalige Fenster in der Südwand ist heute als Nische deutlich zu erkennen, auf der neu errichteten Nordwand des Chores gegenüber findet sich das Gegenstück. In den beiden Nischen sind die Figuren der vier Evangelisten aufgestellt.

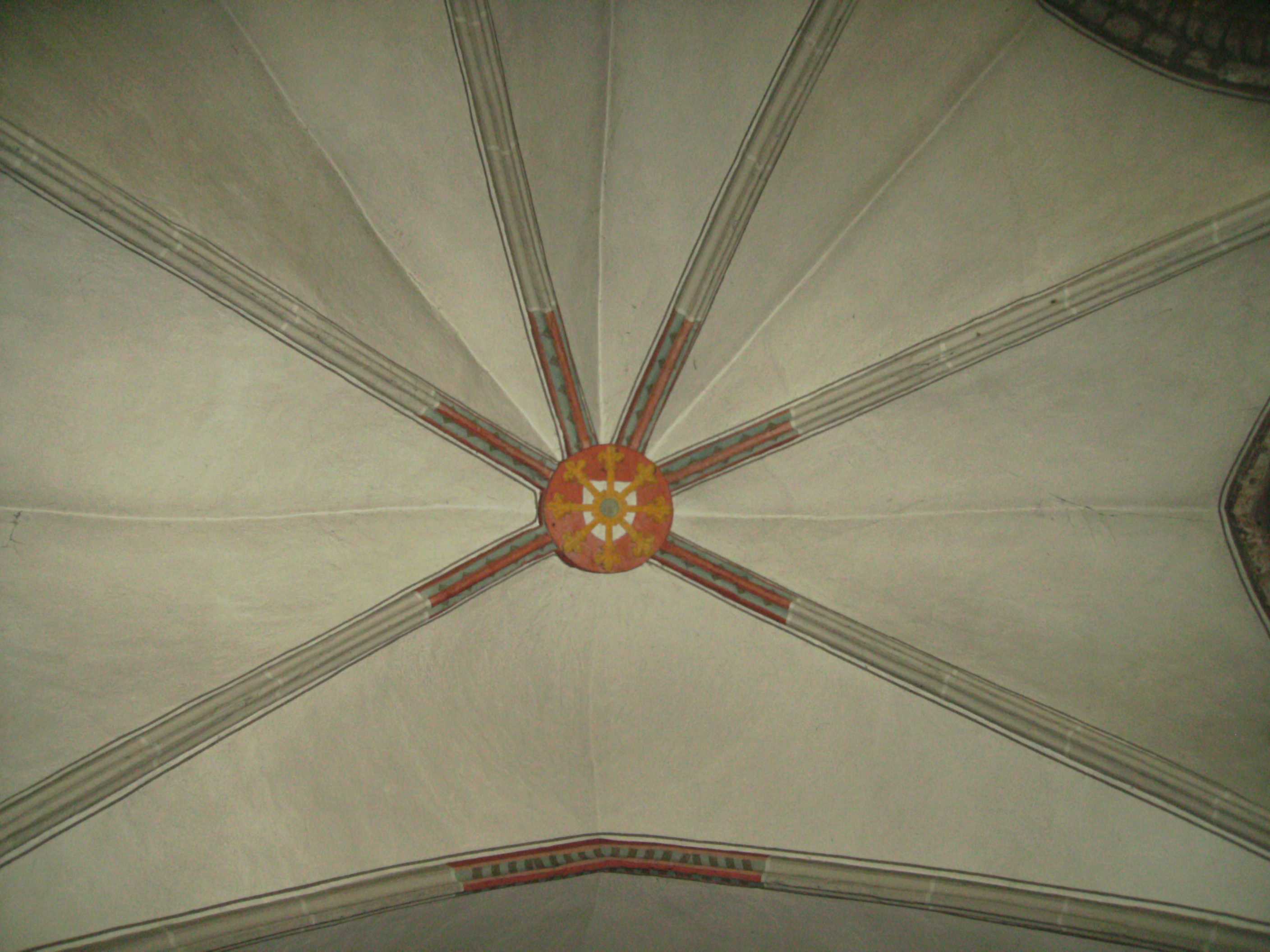
Schlussstein des gotischen Chores mit dem Klever Wappen

Im gotischen Chor der Alten Kirche gibt es zwei Schlusssteine, die jeweils die Wappen von Kleve und Mark tragen. Es liegt die Vermutung nahe, dass die Wappen der Grafschaften Kleve und Mark, die 1391 erstmals in Personalunion vereinigt wurden, sich deshalb dort befinden, weil diese Häuser durch ihre Unterstützung den Ausbau des Chores der Alten Kirche ermöglichten.
Zum gotischen Chor gehören vier große spitzbogige Fenster. Über die ursprüngliche Ausgestaltung der Fenster ist nichts bekannt. Das Mittelfenster des Chores wurde im Jahre 1955 von dem in Westerholt geborenen Künstler Wilhelm Felix Schlüter (1902–1976) geschaffen. Es zeigt zentrale Punkte aus dem Leben Jesu wie die Kreuzigung, die Auferstehung und die Himmelfahrt. Die Ausgestaltung der drei anderen Fenster hat im Jahre 1985 der Leverkusener Künstler Paul Weigmann (1924–2009) übernommen. Fenster dieses Künstlers finden sich in 300 Kirchen, so u. a. in den Domen zu Xanten, Mainz und Worms.

### Zu Beginn des 15. Jahrhunderts: Glocken für den neuen Kirchturm

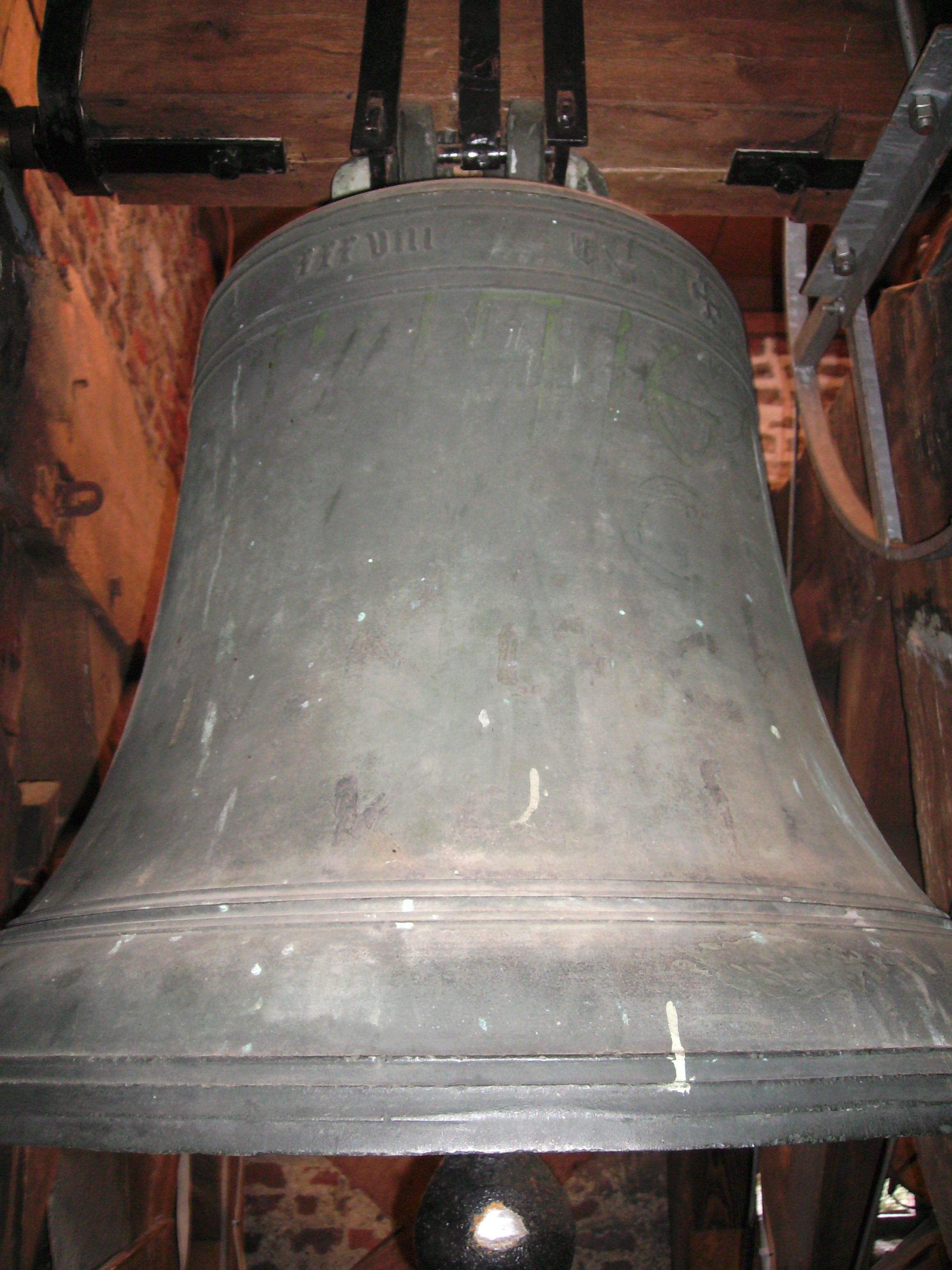
Die Marienglocke im Turm der Alten Kirche

Nachdem die Alte Kirche um 1400 einen Turm erhalten hatte, waren die Kellener sehr schnell darauf bedacht, diesen Turm auch mit Glocken zu bestücken. Da die Glocken der Alten Kirche alle eine Inschrift tragen, fällt ihre Datierung leicht. Und vor allem: Alle drei Glocken, die bald nach der Errichtung des Turmes gegossen wurden, rufen noch heute die Menschen zum Gottesdienst. Dies ist vor allem aufgrund der Tatsache eine Besonderheit, dass die Marien- und die Katharinenglocke im Zweiten Weltkrieg abmontiert wurden und bereits zur Einschmelzung in der Metallhütte Kall in der Eifel transportiert worden waren. Voller Freude berichtet der damalige Pfarrer Joseph Bullmann in seiner Kirchenchronik Licht und Schatten, dass es dem Kellener Fuhrunternehmer Gerd Heeck am 23. Dezember 1943 gelang, die beiden 500 Jahre alten Glocken nach Kellen zurückzubringen. Im Jahre 1404 wurde die Marienglocke mit einem Gewicht von 775 Kilogramm und einem Durchmesser von 106 cm gegossen. Sie erklingt mit dem Ton f. Die beiden anderen Glocken sind die Willibrord- und die Katharinen-Glocke, sie entstanden im Jahre 1438.
Die Daten der beiden anderen Glocken:
Willibrord-Glocke: Gießer: Johannes de Hintem; Durchmesser: 136 cm; Gewicht: 1.525 kg; Ton: e; Inschrift: „Sanctus Clemens Patronus Ecclesie Wisschelensis, Sanctus Willibrordus vocor. Johannes de Hinthem me fecit anno Domini MCCCCXXXVIII“ (Heiliger Clemens, Patron der Kirche zu Wissel, heiliger Willibrord werde ich genannt. Johannes de Hinthem hat mich Jahre des Herrn 1438 gemacht)
Katharinen-Glocke: Durchmesser: 96 cm; Gewicht: 450 kg; Ton: a; Inschrift: „Caterina vocor, Anno Domini MCCCXXXVIII“ (Katharina werde ich genannt, im Jahre des Herrn 1438)

### Um 1600 – Ein neuer Turm für die Alte Kirche
Aus einer Urkunde des Jahres 1587 ist zu entnehmen, dass sich der um das Jahr 1400 errichtete Turm der Alten Kirche nach knapp zweihundert Jahren in einem so schlechten Bauzustand befand, dass – wenn nicht bald entsprechende Reparaturarbeiten durchgeführt werden würden – mit dem Einsturz gerechnet werden müsse. Offensichtlich stießen diese Warnungen jedoch auf taube Ohren, da es wenige Jahre später tatsächlich zum Einsturz des Westturms kam. Aus einer Zollakte, datiert auf den 26. April 1596, ist zu entnehmen, dass der Pastor und die Kirchenmeister zu Kellen Zollfreiheit in Orsoy und Büderich für den Transport von 180 Maltern Kalk erhielten. Die Zollakte nennt auch den Verwendungszweck für den Kalk: Er sollte für den Wiederaufbau des eingestürzten Kirchturms benutzt werden. Der 1596 neue errichtete Westturm hat eine nahezu quadratische Grundform und ist in drei Geschossen aufgebaut worden. An der Westseite des Turms entstand das Eingangsportal. Im Turm selbst ließen die Erbauer Öffnungen, sogenannte Klangarkaden, die den Klang der drei Glocken besser nach außen dringen lassen sollten. Wie bereits erwähnt ist das heutige alte Treppentürmchen an der Nordseite der einzige Teil des Turmes, der den Einsturz am Ende des 16. Jahrhunderts überstanden hat. Ob bei dem Neubau des Westturms im Jahre 1596 die Alte Kirche einen Turmhelm erhielt oder nicht kann wohl nicht abschließend geklärt werden.

### Die Alte Kirche im 18. Jahrhundert
Aus dem 18. Jahrhundert ist eine Darstellung der Alten Kirche erhalten geblieben. In dieser Zeit liebten es die Menschen, die es sich leisten konnten, möglichst detailgetreue gezeichnete Ansichten von Städten und Dörfern zu sammeln. Einer der für unsere niederrheinische Heimat und die benachbarten Niederlande bedeutendsten Zeichner dieser Zeit war Jan de Beijer (1703–1780). In Aarau in der Schweiz geboren, ging de Beijer um das Jahr 1722 nach Amsterdam, um dort bei dem bekanntesten topografischen Zeichner der Niederlande, Cornelius Pronk, zu lernen. Die topographischen Zeichner zogen durch die Lande und fertigten vor Ort Naturstudien an, die dann später im Atelier zu Zeichnungen ausgearbeitet und verfeinert wurden. Jan de Beijer besuchte für seine Studien neben den Provinzen der Niederlande vor allem auch die Gegend um Kleve und Emmerich. Im Jahre 1744 war de Beijer bereits in Kellen gewesen und hatte das in der Nähe liegende Schlösschen Schmithausen gezeichnet. Ein Jahr später kehrte er zurück und fertigte am 12. Juni 1745 eine Skizze der Alten Kirche an, die 1758 dem Kupferstecher Paul van Liender als Vorlage diente. Der Blick fällt auf eine Vorhalle an der Nordseite des Kirchenschiffs, wo sich im 18. Jahrhundert ein Eingang befand. Spuren dieser Vorhalle sind heute noch in der Kirchenwand zu erkennen. Am Chor, in dem sich heute vier gotische Fenster befinden, zeigt die Zeichnung an der nördlichen Seite ein rechteckiges Fenster mit Fensterkreuz. Auf dem Turm der Alten Kirche sind zwei Uhren, eine mit Zifferblatt und eine Sonnenuhr zu erkennen. Details, die heute nicht mehr zu finden sind. Vereinzelte Grabkreuze in der Umgebung der Alten Kirche verweisen darauf, dass zu damaliger Zeit die Verstorbenen rund um das Gotteshaus zu Grabe getragen wurden.

### Restaurierung des Turmgebälks im Jahre 1792

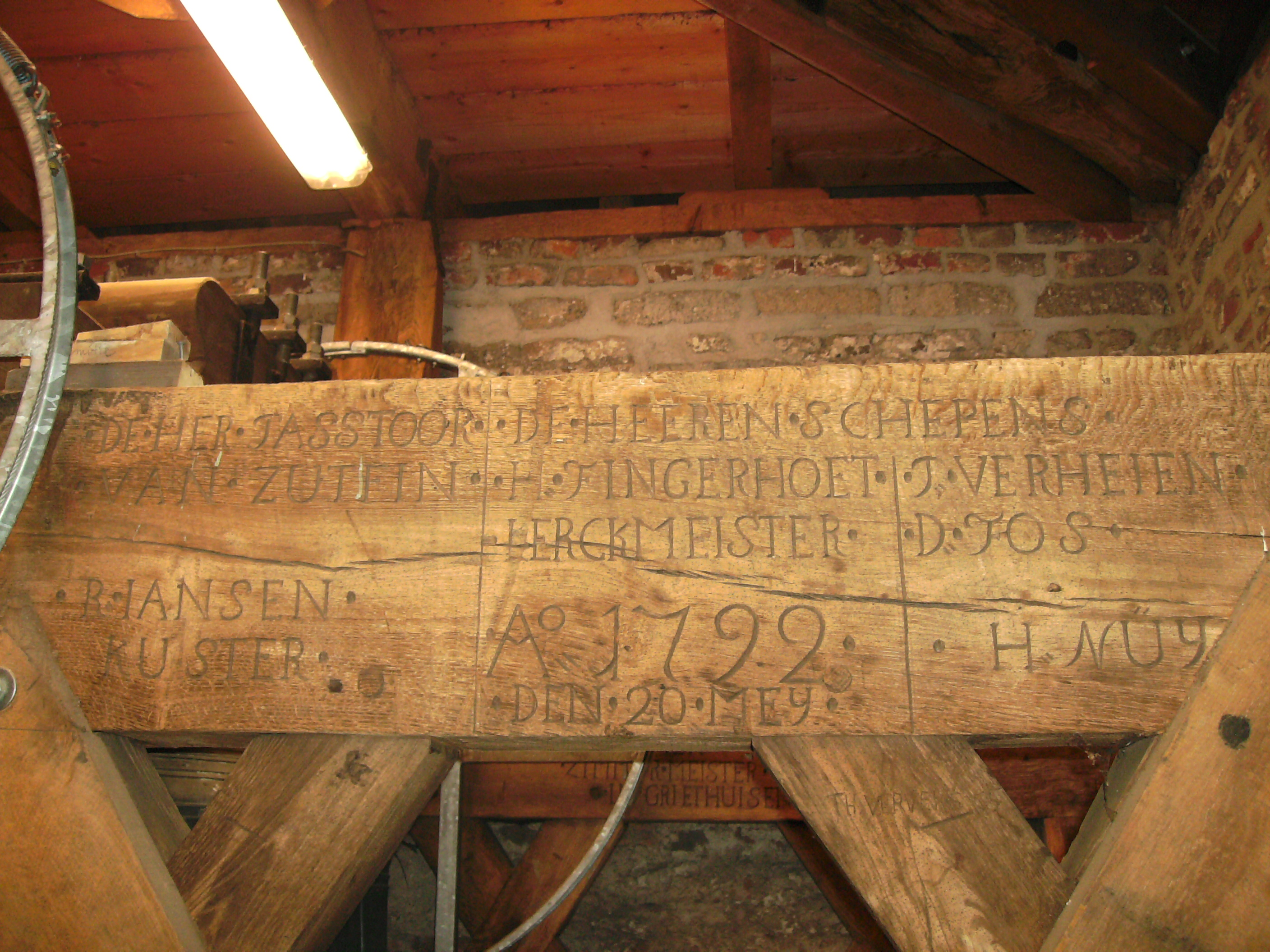
Inschrift im Turmgebälk aus dem Jahre 1792

Im Dachgebälk des Turmes der Alten Kirche befindet sich eine Inschrift, die vom 20. Mai 1792 stammt. Offensichtlich ist zu diesem Zeitpunkt eine Restaurierung oder ein Neubau des Turmhelmes erfolgt. Aus der Inschrift ist zu entnehmen, wer zum Ende des 18. Jahrhunderts verantwortlich in der Kirchengemeinde Kellen tätig war:
Pastor Georg Joes van Zutphen (1777–1806 Pfarrer in Kellen); Küster R. Jansen; De Heren Schepens (Schöffen) H. Fingerhoet, P. Verheien und Kerckmeister (Verwalter der Mobilien und Immobilien der Kirchengemeinde) D. Jos. H. Nüy. Die Durchführung der Zimmereiarbeiten oblag einem Handwerker aus dem benachbarten Griethausen. Dessen Name findet sich ebenfalls auf einem Balken im Turmgebälk. Es war H. Koenen.

### Pläne zur Erweiterung der Alten Kirche am Beginn des 20. Jahrhunderts
Zu Beginn des 20. Jahrhunderts gab es konkrete Pläne in der Gemeinde Kellen, die Alte Kirche durch einen Erweiterungsbau zu vergrößern. Dies geschah vor dem Hintergrund, dass sich – insbesondere durch die Ansiedlung der Margarinewerke van-den-Bergh – die Zahl der Einwohner Kellens und damit auch die Zahl der Katholiken von rund sechshundert Seelen auf fast viertausend in den ersten Jahrzehnten des 20. Jahrhunderts vergrößerte.
Der Gottesdienstraum in der Alten Kirche reichte für diese Einwohnerzahl einfach nicht mehr aus. Die Pläne für einen Ausbau der Alten Kirche wurden jedoch verworfen und der nötige Platz durch den Neubau einer Pfarrkirche an der Ferdinandstraße geschaffen. Die kirchliche Weihe des neuen Gotteshauses, das durch die Architekten Wahl und Rödel aus Essen geplant worden war, erfolgte am 19. November (Buß- und Bettag) des Jahres 1930.

## Restaurierungsmaßnahmen an der Alten Kirche Kellen
Aus der Tatsache des hohen Alters des Gotteshauses ergibt sich notwendigerweise immer wieder die Notwendigkeit zu – mehr oder weniger aufwändigen – Restaurierungsmaßnahmen. Bei der Alten Kirche Kellen wurde – insbesondere im Verlauf des 20. Jahrhunderts – eine Vielzahl von Maßnahmen durchgeführt. Michael Kerst hat in seinem Buch: Die Alte Kirche in Kellen, das zum Ende der letzten großen Restaurierung im Jahre 1985 erschien, eine detaillierte Aufzählung und Beschreibung vorgenommen. Hier die wesentlichen Maßnahmen im kurzen Überblick:
Nachdem Pfarrer Peter van de Locht am 24. April 1934 verstorben war, ernannte der Bischof von Münster, Clemens August Graf von Galen, den aus Xanten stammenden Kaplan Joseph Bullmann (1885–1967) zum Pfarrer an St. Willibrord. Dechant Bullmann, der auch nach dem Eintritt in den Ruhestand in der Gemeinde Kellen verblieb, lag besonders auch die Erhaltung der Alten Kirche am Herzen. Er begann schon bald nach seiner Einführung damit den Kontakt zu den weltlichen und kirchlichen Stellen herzustellen und Anträge um Unterstützung von baulichen Maßnahmen zu stellen:
1937:
Erneuerung des gesamten Kirchendaches bis auf das südliche Schiff. Bei den Arbeiten wurde festgestellt, dass auch das Holz des Dachstuhles teilweise erneuert werden musste. Gesamtkosten: 7.000 Reichsmark.
1939:
Das Gitter der Friedhofsmauer an der Alten Kirche wird abgebaut und verkauft. Aus dem Erlös und einem Zuschuss des Kreises kann der Neubau der Mauer finanziert werden. Kosten: 892,81 Reichsmark.
Nachdem im 19. Jahrhundert die romanischen Fenster beseitigt worden waren, wurde am 13. Juni eines der alten Fenster freigelegt und entschieden, den alten Zustand wiederherzustellen.
1942:
Auf der Nordseite des Chores wird der alte gotische Tabernakel freigelegt und beschlossen, diesen wieder zu benutzen. Der neugotische Altar wurde abgebrochen, aus seinen Teilen entstand ein neuer schlichter Altar.
1955:
Verglasung der Chorfenster durch die Firma Josef Menke, Goch. Komplettanstrich vom Kellener Malermeister Bernhard Olfen. Tieferlegung des Bodens in der Kirchenhalle. Diese Absenkung führte – im Nachhinein betrachtet – zu einer schweren Schädigung der Bausubstanz. Bei den Arbeiten durch die Firma van den Boom stießen die Arbeiter auf eine Grabkammer, in der acht Beerdigungen im 18. Jahrhundert erfolgt waren und einige Fundamentreste. Der Verputz des Kircheninnenraumes wurde abgetragen, um das Gemäuer an sich wirken zu lassen.
Am 2. Februar 1958 wurde Wilhelm van Ooyen, 1909 in Keppeln geboren, zum neuen Pfarrer an St. Willibrord Kellen ernannt. Auch ihm lag die Alte Kirche Kellen sehr am Herzen und er setzte die Anstrengungen – gemeinsam mit seinem Vorgänger – zum Erhalt des alten Gotteshauses fort.
1961:
Schlossermeister Josef Geenen stellte ein schmiedeeisernes Gitter her, hinter dem bis heute die Armreliquie des Heiligen Willibrord sicher steht.
1962: Restaurierung und Versetzung des Barockkanzel durch den Kellener Bildhauer Josef Kopetzky.
1963:
Installation einer elektrischen Läuteanlage und Reparatur eines dreißig Zentimeter langen Sprunges in der Marienglocke. Die Glocke muss ausgebaut und in Bayern geschweißt werden.
1964:
Restaurierung des Chorgestühls durch Josef Kopetzky. Farbschichten wurden abgetragen und das ursprüngliche Naturholz freigelegt. Umfangreiche Restaurierung der Anna-Plastik.

## Die Bauhütte Alte Kirche Kellen
Am 27. September 1981 übernahm Theodor Boymann das Amt als Pfarrer an St. Willibrord Kellen. Um die Alte Kirche stand es sehr schlecht, denn an vielen Stellen des Gotteshauses wies das Mauerwerk große Risse auf. Es wurden immer mehr unterstützende Maßnahmen notwendig, um die Kirchenbesucher vor Gefahr zu schützen. Schließlich erfolgte am 4. Oktober 1981 die Schließung der Alten Kirche.
Zuschüsse für die notwendigen Restaurierungsmaßnahmen zur Rettung des alten Gotteshauses konnten damals nur dann erwartet werden, wenn die Kirchengemeinde selbst in der Lage sein würde, einen entsprechenden Anteil an den Finanzierungsmittel einbringen zu können. Dies war zu Beginn der 1980er Jahre eindeutig nicht der Fall. Die Aussichten für die Alte Kirche Kellen schienen denkbar schlecht.
An diesem Punkt wurde – von elf Mitgliedern eines Stammtisches in der Gaststätte Alt-Kellen (sie liegt gegenüber der Alten Kirche) – die Bauhütte Alte Kirche Kellen ins Leben gerufen. Ihr einziger Zweck war die Beschaffung der notwendigen Eigenmittel zur Restaurierung der Alten Kirche. Die Gründungsversammlung fand am 30. November 1981 statt. Vorsitzender wurde Hans Kerst, sein Stellvertreter Heinz Stoffele. Weitere Vorstandsmitglieder waren: Kassenführer Alois Schouten, Schriftführer Horst van Maren, Angelika Dahms und Ingbert Evers. Im Verlaufe der nächsten Jahre gelang es durch das Engagement vieler Kellener Bürger, vor allem aber auch durch die Zusammenarbeit der Ortsvereine mit einer Vielzahl von Veranstaltungen und Initiativen das notwendige Eigenkapital für die Restaurierung der Alten Kirche zu beschaffen. Höhepunkt der Aktivitäten war das „Bauhüttenfest“ auf dem Kirmesplatz vor dem Vereinshaus. Zwischenzeitlich konnten auch die Gesamtkosten für die Arbeiten zur Sicherung des alten Gotteshauses beziffert werden: Es musste mit einem Gesamtvolumen von rund 700.000 DM gerechnet werden. Das bedeutete für die Kirchengemeinde, dass Eigenmittel von rund 200.000 DM aufzubringen wären. Die Bauhütte Alte Kirche Kellen konnte nach nur drei Jahren einen Stand von 180.000 DM auf dem Spendenkonto vermelden. Durch diese Bürgerinitiative konnte eine schnelle und umfassende Restaurierung in Angriff genommen werden. Bemerkenswert ist, dass die Bauhütte Alte Kirche viele Menschen, über die Konfessionen und politische Parteien hinweg, für das gemeinsame Ziel aktivieren konnte.

## Restaurierungsarbeiten 1981–1985 und Wiedereröffnung der Alten Kirche 1985
Die Bauuntersuchungen im Jahre 1981 brachten zu Tage, dass die größte Gefahr von der hölzernen Konstruktion des Dachstuhls ausging. Es wurden zu Beginn der 1980er Jahre folgende Sicherungsarbeiten durchgeführt:
1982: Sicherung der Ostwand der Kirchenhalle durch Anbringung on Edelstahlankern. Einer davon ist sichtbar im Ansatz des Triumphbogens.
1983–1984: Sicherung des gotischen Chorgewölbes: In die Risse wurden Schläuche eingeführt und dann das Mauerwerk mit flüssigem Mörtel verpresst. Verlegung von Ringankern in den Außenmauern des Chores und eines Querankers im Chorraum. Abstützung der Balken der Kirchenhallendecke durch schwere Binder auf dem Außenmauerwerk und Verschraubung mit der Dachkonstruktion und den Deckenbalken. Die Außenwände der Kirchenhalle wurden mit flüssigem Mörtel verpresst.
1985: Entfernung der alten Heizungsanlage und Einbau einer Fußbodenheizung. Anhebung des Fußbodens in der Kirchenhalle. Die Wände der Halle und des Turmes wurden neu gefugt und die Kirche erhielt neue Kupferdachrinnen. Die Glockenstube erhielt neue Bodenbretter. Der Altar wurde verkleinert und zur Gemeinde hin versetzt. Die Außenanlagen rund um das alte Gotteshaus wurden neu gestaltet. Im Kircheninneren bedurften die Kirchenbänke und die Kanzel einer erneuten Überarbeitung. Die Kanzel fand zum Abschluss ihren Platz an der ursprünglichen Stelle an der Südwand der Kirchenhalle.
Am 18. Mai 1985 konnte die Alte Kirche Kellen unter großer Teilnahme der Kellener Bevölkerung nach umfassender Renovierung mit einer Festwoche wieder geöffnet werden. Das Wahrzeichen Kellens war vor dem drohenden Verfall gerettet.

## Kunstgegenstände in der Alten Kirche

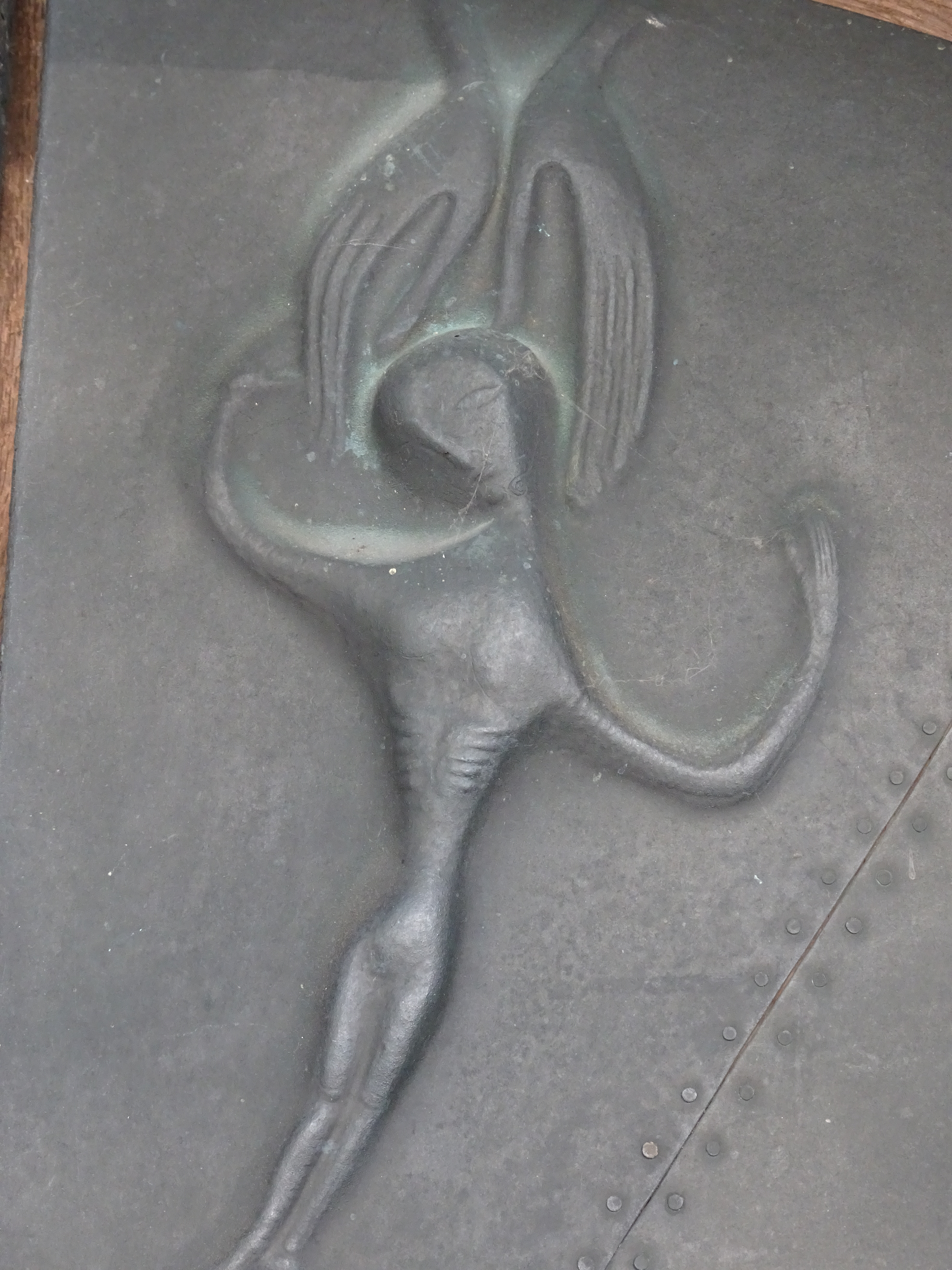
Kirchenportal von Waldemar Kuhn

Im alten Kellener Gotteshaus trifft man auf eine Vielzahl von Kunstgegenständen. Hier nur eine kleine Auswahl:
- Anna-Selbdritt-Plastik des Bildhauers Dries Holthuys (um 1500); Eichenholz geschnitzt; Höhe: 92 cm; Darstellung der Anna und Maria, das ursprünglich vorhandene Jesuskind fehlt.
- Holzplastik des Heiligen Willibrord – Darstellung des Heiligen als Bischof aus dem 18. Jahrhundert; Vermutlich Teil des Willibrord-Altars, der neben dem Hauptaltar und dem Liebfrauen-Altar, in der Alten Kirche bestand; Höhe. 138 cm; Restaurierung und Wiederherstellung in der alten Bemalung durch Heinz Roedger (Moers) im Jahre 1962.
- Barockkanzel, geschnitzt im Jahre 1724; Sechsseitiger Kanzelkorb mit Schalldeckel; Willibrord-Plastik an der Kanzeltreppe.
- Willibrordarmreliquiar von Waldemar Kuhn; Schutzgitter: Schmiedemeister Josef Geenen (1961); Enthält Partikel vom Knochen des Heiligen aus seinem Grab in Echternach.
- Tabernakeltür in der Nordwand des Chores; Wilhelm Felix Schlüter (1950); Darstellung des Heiligen Willibrord als Bischof in Bronze.
- Altarkreuz um 1955; Zusammenarbeit von Waldemar Kuhn und Wilhelm Felix Schlüter; Kruzifix: Schnitzarbeit Wilhelm Felix Schlüter; Korpus in Silberblech: Waldemar Kuhn.
- Eichenschnitzwerk aus dem Jahre 1986 im Chorraum von Peter (Pierre) Theunissen.
- Kirchenportal am Westturm aus dem Jahre 1955; Waldemar Kuhn – Darstellung der Schöpfung, des Sündenfalls und der Erlösung in Kupferbeschlag; Holzunterlage von Josef Kopetzky

## Orgeln in der Alten Kirche
Im Jahre 1928 erstellte der damalige Pfarrer an St. Willibrord, Peter van de Locht, im Auftrage des Bistums Münster u. a. eine Aufstellung über die Gegenstände, die sich in der Alten Kirche befanden. Unter dem Stichwort Orgel vermerkt er: „Im Jahre 1819 kaufte Pfarrer Friedrich Horstermann in Doesburg die neue Orgel.“ Zu Beginn des 19. Jahrhunderts hatte demnach die Kirchengemeinde in der niederländischen Stadt in der Nähe von Arnheim eine Pfeifenorgel erworben. Aus einem „Kosten Anschlag über die Reparatur und Vergrößerung der Orgel für die katholische Pfarrkirche zu Kellen“, den die Orgelbaufirma Bernd Tibus aus Rheinberg am 15. Oktober erstellte, ist zu entnehmen, wie die Disposition der Orgel zu diesem Zeitpunkt war:
1. Flöte travers Diskant 8’
2. Prinzipal 4’
3. Bordun 8’
4. Flöte dous 4’
5. Viola da Gamba 4’
6. Salicional 4’
7. Octave 2’
8. Mixtur 3-fach
9. Trompete Bass 8’
10. Trompete Diskant 8’

Hier dürfte es sich um die ursprüngliche Disposition des Orgelwerkes aus dem Jahre 1819 handeln. Seinen Platz hatte das Instrument auf einer speziell errichteten Orgelempore, die sich auf fast der gesamten Kirchenbreite über dem Eingang zum Kirchenschiff erstreckte und auf hölzernen Stützpfeilern ruhte.
Während des Zweiten Weltkrieges hatte die Orgel der Alten Kirche stark gelitten. Insbesondere die kleinen Orgelpfeifen waren bei den alliierten Soldaten als Souvenirs sehr beliebt. Nach dem Ende des Krieges konnte die alte Kirchenorgel ihren Dienst nicht mehr wie gewohnt verrichten. Daher wurde ein Harmonium angeschafft, das gleichfalls auf der Orgelempore seinen Platz fand. Im Zuge der umfangreichen Restaurierungsmaßnahmen des Jahres 1955 erfolgte der Abbruch der Orgelempore und damit auch der alten Orgel. Aus dem beim Abbruch anfallenden Holz schuf der Kellener Bildhauer und Künstler Josef Kopetzky ein Kruzifix, das sich noch heute im Gotteshaus befindet.
Nach dem Abbruch der Orgelempore versah über viele Jahre hinweg eine elektronische Orgel, die ihren Platz im hinteren Kirchenschiff an der Nordseite fand, den musikalischen Dienst bei den Gottesdiensten. Seit einigen Jahren gibt es wieder eine einmanualige Pfeifenorgel in der Alten Kirche. Sie hat ihren Platz im hinteren Teil der Südseite des Kirchenschiffes gefunden. In regelmäßigen Abständen finden in der Alten Kirche auch Konzerte statt.

## Rund um die Alte Kirche

### Der erste Friedhof der Gemeinde Kellen
Ursprünglich befand sich rund um das alte Gotteshaus der Friedhof der Gemeinde. Das älteste Zeugnis ist der Memoreinstein des Laien Grimoldus aus dem 10. Jahrhundert. Darüber hinaus ist bekannt, dass die Inhaber des Rittersitzes zu Schmithausen das Recht hatten, in der Alten Kirche zu Kellen begraben zu werden. Aus den Totenbüchern der Gemeinde ist zu entnehmen, dass in den Jahren 1732–1756 die Mitglieder der Familie van Goor von Schmithausen in der Alten Kirche begraben worden sind. Pfarrer Heinrich Haghdoorn (1714–1761 Pastor in Kellen) vermerkte im Sterberegister des Jahres 1738 dazu: „Mevrouw van Goor in onze kerk begrave“. Während der Restaurierungsarbeiten im Jahre 1955 wurden die Gräber in der Kirchenhalle freigelegt und untersucht.

### Der Grabstein von „Hendrick Verfifei“ aus dem Jahre 1618

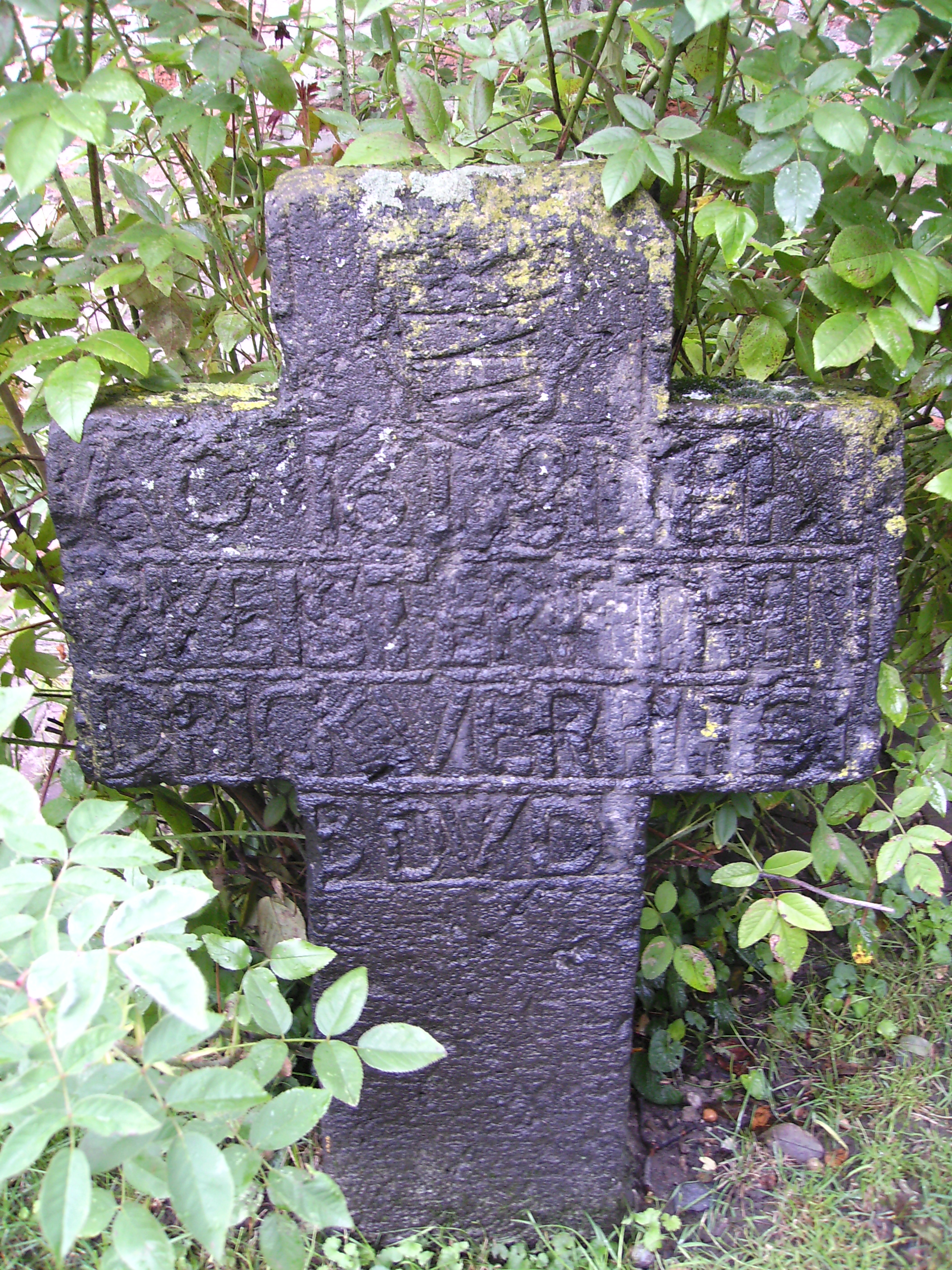
Der Grabstein von „Hendrick Verfifei“ aus dem Jahre 1618 an der Alten Kirche

Im Schatten der Alten Kirche sind noch einige ältere Grabmäler erhalten geblieben. Der älteste ist das Grabkreuz von „Hendrick Verfifei“. Die stark verwitterte Inschrift des Steines lautet: „Am 2. Mai des Jahres 1618 starb Hendrick Verfifei: Betet für die Seele“. Hinter dem etwas seltsam anmutenden Namen verbirgt sich der Pächter vom Viehweidshof, dem Hammschen Hofe. Ursprünglich hieß Hendrick Verfifei demnach Hendrick von der Viehweide. Die Sprache des Alltags hat diesen Namen mit der Zeit zu Hendrick Verfifei vereinfacht. Alte Urkunden weisen darauf hin, dass Verfifei das Amt eines Schöffen versah. Das hohe Alter der Grabsteins war wohl der Grund dafür, dass er unbeschadet die Einebnung des Friedhofes um die Alte Kirche Kellen im Jahre 1930 überstand.

### Der neue Friedhof an der Willibrordstraße um 1900
Zu Beginn des 20. Jahrhunderts reichte der Platz an der Alten Kirche – aufgrund des Wachsens Kellens zur Industriegemeinde – für die Beerdigungen nicht mehr aus. An der heutigen Willibrordstraße (Zur alten Kirche) entstand der neue Friedhof der Gemeinde mit dem Ehrenmal für die Gefallenen des Ersten Weltkriegs. An der Alten Kirche finden sich heute auch die Grabsteine von zwei Kellener Pfarrern, die auf dem Friedhof an der Willibrordstraße begraben wurden:
- Pfarrer Hubert Fasbender (1903–1925 Pfarrer in Kellen; * 13. Februar 1858 in Goch; † 6. Juli 1927 in Tienray NL)
- Pfarrer Peter van de Locht (1925–1934 Pfarrer in Kellen; * 14. März 1896 in Geldern; † 24. April 1934 in Kellen)

Auf dem Friedhof an der Willibrordstraße fanden noch bis in die 1960er Jahre Bestattungen statt. Dann wurde an der Peripherie Kellens, an der Peiterstraße, ein neuer Friedhof mit einer Feierhalle gebaut.